# 邓三瑞
邓三瑞（1929年10月19日—2020年9月15日），男，湖南宁远人，中华人民共和国造船工程专家，潜艇事业的先行者。原哈尔滨船舶工程学院院长，哈尔滨工程大学终身荣誉教授。

## 生平

### 早年与教育
1929年出生于北平，老家湖南省宁远县。早年就读于国立中央大学附属中学，1949年高中毕业后入读交通大学造船系，师从叶在馥和郭锡汾。1950年朝鲜战争爆发后参加军事干部学校，先是被保送到海军修造部，后又在上海江南造船所、中国人民解放军第一海军学校（大连海校）继续学习造船。1953年毕业后，被分配至中国人民解放军军事工程学院（哈尔滨军事工程学院）海军系担任助教。

### 潜艇设计
1956年，国务院科学规划委员会要制订十二年科学规划，邓三瑞被军方选中参与了规划的制定，他在当时是中尉军衔。随后，他担任哈尔滨军事工程学院海军工程系舰艇设计教研室主任，晋升上尉军衔。1958年，在全国大跃进的背景下，海军下达设计建造一种近海鱼雷攻击小型潜艇的任务，代号032。这个重担落在了邓三瑞等人身上。他开始带领舰艇设计第二期学员的4个组进行设计，草图完成之后，邓三瑞由时任哈尔滨军事工程学院院长陈赓大将陪同，一起向海军司令部修造部副部长薛宗华作汇报。1958年11月底，032-1实验潜艇建造完成，并拉到旅顺下水实验，这是中华人民共和国建国后的第一艘试验潜艇。但是由于没有合格的零部件，实验最终失败，1959年项目被迫暂停。
1966年，邓三瑞以主要成员的身份参加了09I型核潜艇的设计论证工作并担任研制组顾问。1970年代，转入海军系统工程研究。1970年升任教授。1980年至1987年，历任哈尔滨船舶工程学院副院长、院长。1984年至1986年，担任联合国海军军备竞赛专家组成员。1988年至1994年，他还是黑龙江省人大常委会委员。

### 晚年
1990年代初，邓三瑞又承担了中华人民共和国第一台智能水下机器人的研制工作。但由于年龄原因，他将未完成的任务交给了徐玉如。1998年退休。晚年身心回归自然，成为了一名摄影和书法爱好者。2005年被授予哈尔滨工程大学终身荣誉教授称号。2020年9月15日下午13时30分逝世。

## 关联人物
- 徐玉如（水下智能机器人技术专家，中国工程院院士）
- 黄旭华（被誉为中国核潜艇之父）

## 出版物
- 邓三瑞 (编). . 哈尔滨: 哈尔滨船舶工程学院出版社. 1994. ISBN 7-81007-343-5.
- (美)瓦格纳. . 由邓三瑞翻译. 北京: 国防工业出版社. 1992. ISBN 7-118-00817-6.